# Cathédrale d'Ischia
La cathédrale d'Ischia est une église catholique romaine d'Ischia, en Italie. Il s'agit de la cathédrale du diocèse d'Ischia.